# レオポルト・ヴィルヘルム・フォン・エスターライヒ
レオポルト・ヴィルヘルム・フォン・エスターライヒ（Leopold Wilhelm von Österreich, 1614年1月5日 - 1662年11月20日）は、オーストリアの貴族・軍人。ドイツ騎士団総長、スペイン領ネーデルラント総督も務めた。神聖ローマ皇帝フェルディナント2世と最初の妃でバイエルン公ヴィルヘルム5世の娘マリア・アンナ・フォン・バイエルンの末子であり、フェルディナント3世の弟。

## 生涯
父の後押しで若年にもかかわらず高位聖職者となり、次々に顕職を獲得し、1625年にパッサウ司教、1626年にシュトラスブルク司教となった。1627年には、ハルバーシュタット司教となり、1631年にマクデブルク大司教、1635年にブレーメン大司教に任命された。この3つはすべてが北のプロテスタント地域にあり、カトリック教会の下部構造はずっと前から姿を消していたため、レオポルドは権力を行使することはなかった。1648年にはいずれも世俗化された。その後も、1637年にオルミュッツ司教、1656年にブレスラウ司教と多数の聖職禄を手に入れた。1639年に三十年戦争に対処すべく兄から皇帝軍司令官に任命され、立場上オーストリアから離れられない兄に代わってスウェーデン・フランスと戦った。
しかし、軍を率いたことがなく最初から無理のある任命だったため、1642年にスウェーデンの将軍レンナート・トルステンソンにブライテンフェルトの戦いに敗れオーストリアを危機に晒した。1641年からドイツ騎士団総長を務めたが、1644年にトルステンソン戦争でデンマーク救援に差し向けた軍勢が敗北したため司令官を辞任、1647年にスペイン領ネーデルラント総督に就任してフランス侵攻の準備を進めていたが、翌1648年にコンデ公ルイ2世率いるフランス軍と遭遇して大敗（ランスの戦い）、スペインからオーストリアへの支援が失われたことで兄がドイツ諸侯と妥協してヴェストファーレン条約の締結につながった。
ネーデルラント総督在任中はフランス・スペイン戦争（西仏戦争）でフランス軍と戦い、北フランスの城塞を奪取して回り、ネーデルラント防衛及びスペインの支援に尽くした。また絵画収集に力を入れ、ダフィット・テニールス、フランス・スナイデルス、ピーテル・スネイエルス、ダニエル・セーヘルス、ヤン・ファン・デン・ヘッケ、ジョン・マイケル・ライト、ヨハン・カスパール・ケルルらのパトロンとして活動、ブリュッセルの屋敷に保管して辞任後はオーストリアへ遺贈、コレクションの一部は後にオルレアン・コレクションに収められたりウィーン博物館に移された。
1656年に総督職をフアン・ホセ・デ・アウストリアに交代してオーストリアへ戻り、1662年にウィーンで48歳で死去した。数多くの聖職禄のうちパッサウ・オルミュッツ・ブレスラウ司教職とドイツ騎士団総長は甥のカール・ヨーゼフに受け継がれたが、1664年にカール・ヨーゼフが夭折したためこれらの顕職は全て他家に渡り、ハプスブルク家の保全は叶わなかった。

## 画像集

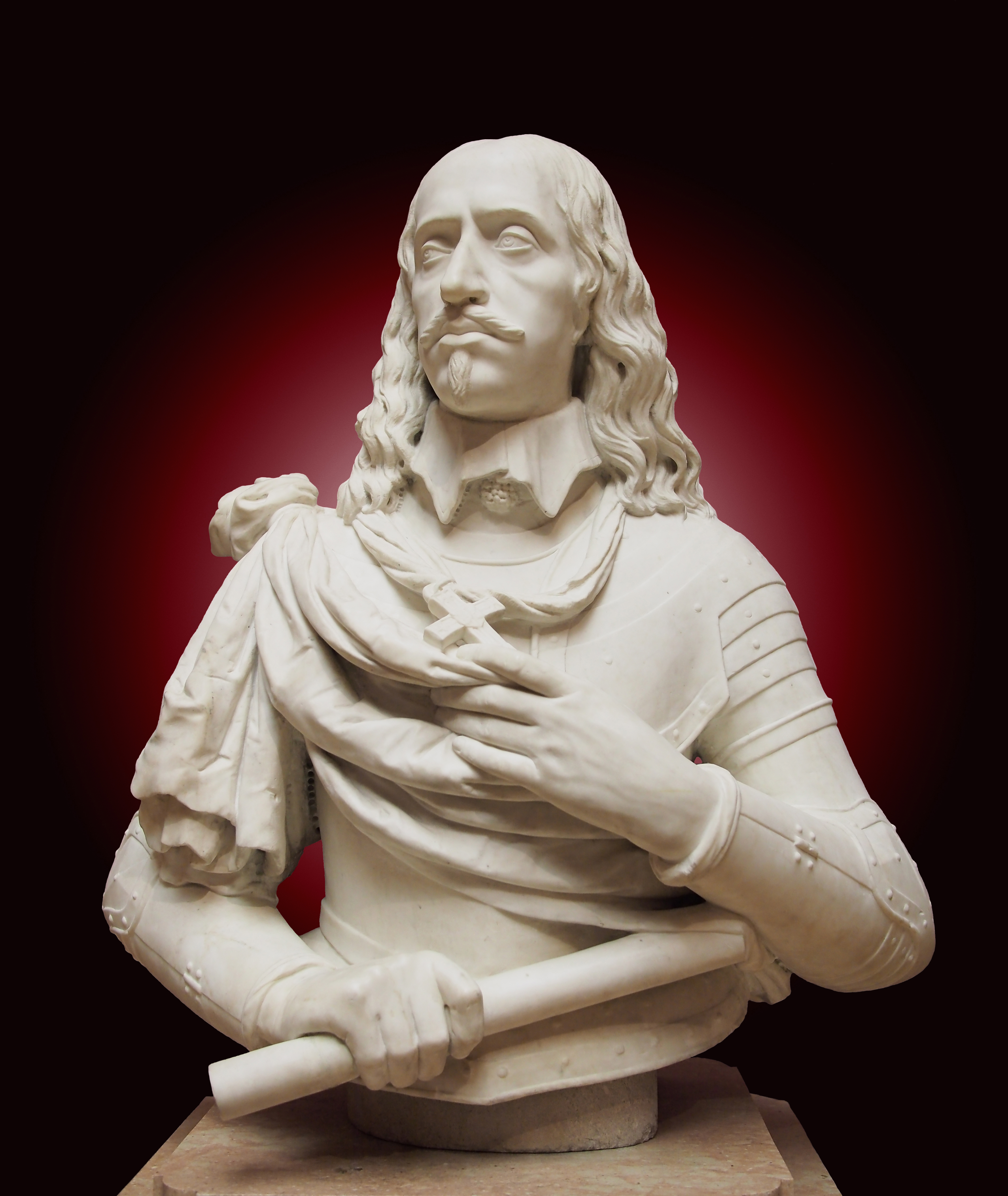
レオポルト・ヴィルヘルム・フォン・エスターライヒ大公の胸像（1656年）
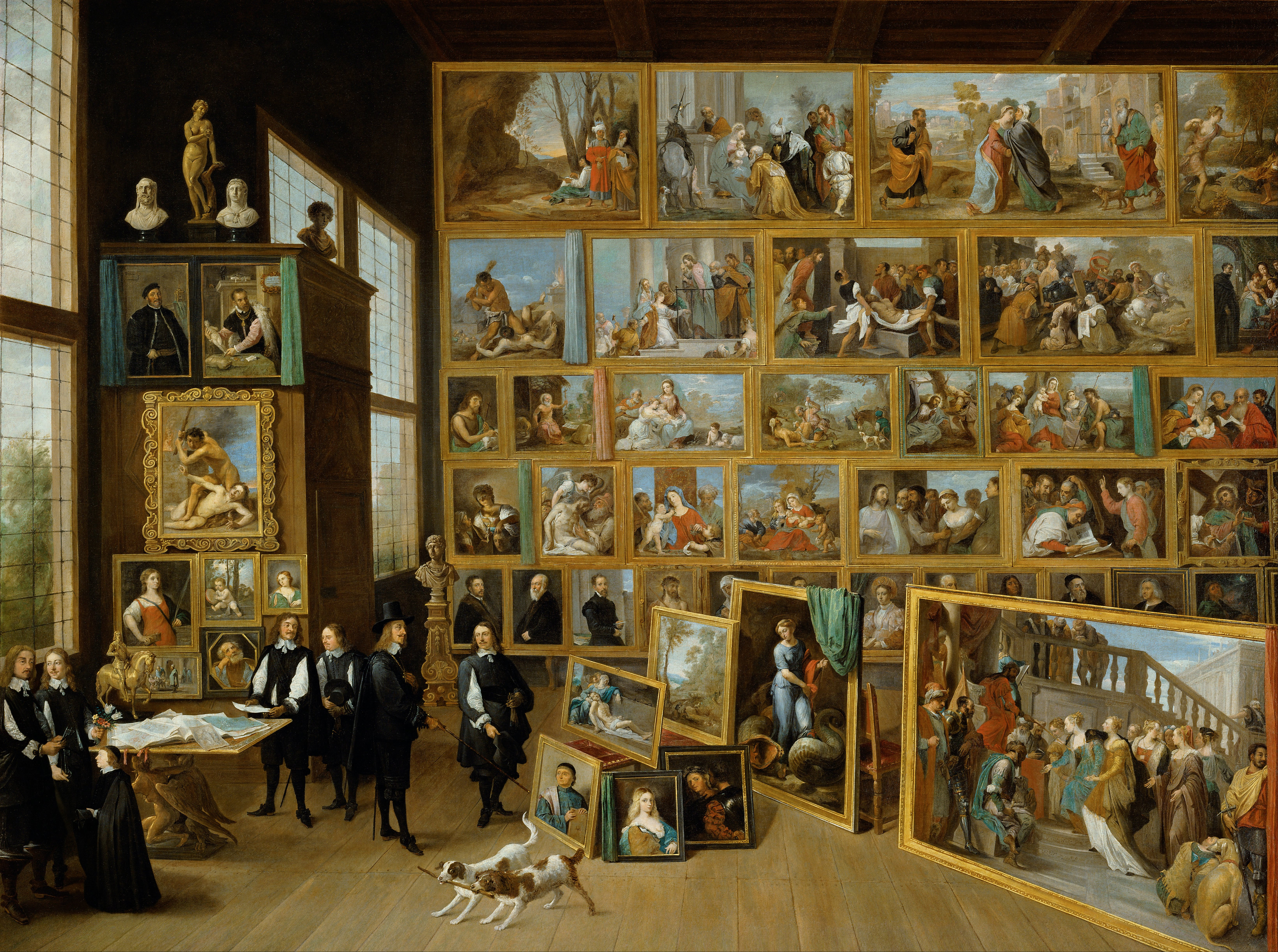
ブリュッセルのレオポルト・ヴィルヘルム・フォン・エスターライヒ大公のギャラリー（1650－1652年）
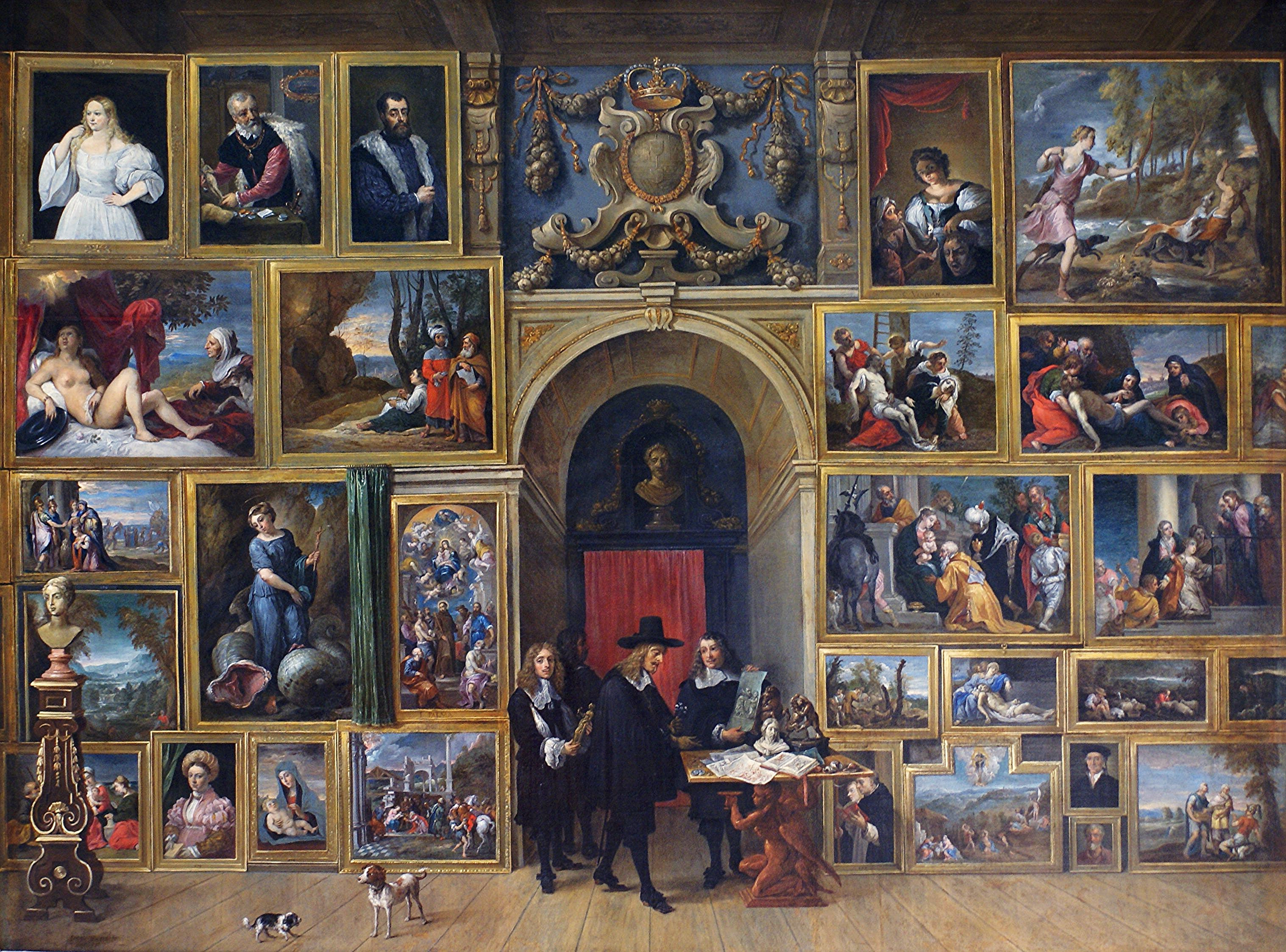
ブリュッセルのレオポルト・ヴィルヘルム・フォン・エスターライヒ大公のギャラリー（1651年）